# 完顔元宜
完顔 元宜（かんがん げんき、生没年不詳）は、金の武将。もとの名は阿列あるいは特輦、本姓は耶律氏で、遼の宗室。父は完顔慎思。子は耶律習涅阿補。

## 生涯
父の慎思は遼の宗族出身の武将で、完顔宗望（斡離不、金の太祖阿骨打の子）に降って国姓の完顔姓を賜わり、儀同三司の位まで昇った。
皇統元年（1141年）に護衛として任官すると昇進を重ねていき、海陵王が簒奪した時には兵部尚書に昇っていた。天徳3年（1151年）、賜姓者は本姓に戻す詔が下り、耶律元宜と名乗る。
正隆6年（1161年）の海陵王の伐宋戦では、神武軍都総管として従軍した。大名路を騎兵数万で進軍し、前鋒として淮河を渡ったところ橐皋で数万の宋軍と激突した。激戦の末、和州に至り、宋軍が夜襲に出たところ迎撃に成功、追撃して斬首数万の戦果を上げる。この功績によって、銀青光禄大夫・浙西道都統制に昇進、金牌ならびに衣服を賜わった。
しかしこの時、東京遼陽府では世宗が挙兵した。故国を世宗に抑えられてもなお、海陵王は性急な進軍を要求したので、軍勢は海陵王への造反を企てるようになる。猛安の唐括烏野の「前方を淮河が阻んでおり、このままでは我々は虜になる。聞くところによると、遼陽では新しい天子が即位した。この大事、我々は北に帰還したい」という要求に、元宜は「王祥の謀を待て」と応じた。王祥は元宜の腹心というべき人物であったが、驍騎副都指揮使として別軍にいた。元宜は人を遣わして王祥を密かに召すと、策を練り上げた。そして、率いてきた軍勢に「明日、皇帝の命令によりそのまま河を必ず渡る」と告げた。将兵はみな怒りいらだったが、元宜が計略を伝え、一同は承知した。
11月27日（西暦12月15日）黎明、元宜は王祥・武勝軍都総管の徒単守素・猛安の唐括烏野・謀克の斡盧保・婁薛・温都長寿などと軍勢を率い、渡河ではなく海陵王の軍営を襲撃した。海陵王は最初、宋の軍勢と誤解したが、すぐに自軍の反乱だと気づいて愕然とした。副使の大慶山が逃避を勧めたが、海陵王は逃げられないと観念し、迎え撃とうとした。しかし、大量の矢に見舞われ、延安少尹の納合斡魯補の刀にかかり、最期は縊殺された。その死体は衣に包まれて焼かれたという。
この戦いで、寵妃の花不如・尚書右丞の李通・浙西道副統制の郭安国・監軍の徒単永年・近侍局使の梁珫・副使の大慶山といった数人が捕殺された。夜が明けた後、元宜は左領軍副大都督事となり、南京（開封府）で太子少師の訛里也に弑逆の報を伝え、完顔光英（海陵王の皇太子）をも殺害させ、大軍を率いて帰還した。
都へ帰還の後、大定2年（1162年）春に元宜は世宗に謁見し、平章政事となり冀国公に封ぜられる。玉帯と共に完顔姓を賜わったことで、再び完顔元宜と名乗った。
その後は秦州路で、海陵王の強制徴兵から端を発した契丹族の反乱鎮圧に努めることとなる。忠勇校尉の李栄を遣わして、反乱を起こしていた窩斡を招こうとしたが、李栄は殺された。その後、中央に召喚された後に引退、ほどなくして家で亡くなった。年代ははっきりしないが、『金史』世宗本記では大定4年（1164年）4月に「平章政事完顔元宜罷」と記されており、元宜の動向が確認できる。
大定25年（1185年）、子の習涅阿補が符宝祗候に封ぜられる。この時「賜姓は元宜一代限り」という詔が下ったので、旧姓の耶律を称した。
海陵王が暴虐だったとはいえ、皇帝殺しは問題だったようで、完顔元宜の伝記も「逆臣伝」の中に収められている。『金史』の逆臣伝は皇帝を殺した人物の伝記で占められており、編者も『春秋』の「斉の公子商人、その君舎を弑す」の故事を引き合いに出して、海陵王の熙宗殺害が、自身が元宜に殺されることで返ってきたことを嘆いている。海陵王が殺されてから53年後に世宗の子の衛紹王が殺されるが、元宜自身は殺されることも処刑されることもなく、無事に人生を全うすることができた。